# 廣東農團軍
廣東農團軍，正式名稱是廣東農民自衛軍，是1924年8月在中國共產黨廣東區委領導下，由彭湃、阮嘯仙、徐成章等人創建的一支農民武裝力量，旨在保衛孫中山領導的革命政府並支援革命活動，應對廣州商團事變。該組織以廣州農民運動講習所第二期學員為基礎組建，並在廣東省農民協會的框架下發展。

## 起源
1924年，孫文領導的廣東革命政府面臨廣州商團的挑戰。為鞏固其政權，中共廣東區委決定在農民運動講習所的基礎上組建農團軍。農團軍以講習所第二期學員（除女學員外）為核心，由彭湃擔任團長，徐成章任總指揮，羅綺園等亦參與組織工作。孫高度重視農團軍的建立，親自於7月28日聯歡會上號召農民組織武裝，並在後續多次視察和檢閱中予以鼓勵。

## 成立
1924年8月21日，農團軍正式成立，初期人數約162人，駐紮於廣東省長公署。組織結構分為兩個中隊，每中隊下設三個小隊，每小隊三個分隊，每分隊9人。同年9月，農團軍奉孫中山之命開赴韶關接受軍事訓練，以備參與北伐。9月26日，農團軍約820人於韶關南較場接受孫檢閱並授旗，孫勉勵其「奮勇殺敵，擁護革命政府」。

## 活動與貢獻
農團軍在成立後迅速投入實戰。1924年10月，廣州商團事變爆發，農團軍與廣州工團軍及黃埔革命軍密切配合，擊敗商團，為保衛孫中山政權作出重要貢獻。此外，農團軍還參與了廣東農民運動的武裝組織工作。

## 解散
1924年10月30日，隨著事變平息和農民運動講習所第二期學員畢業，農團軍（約162人）正式解散。
廣東省內其他農民自衛軍在農會框架下繼續活動，廣東省農民協會通過《農民自衛軍章程》，推動各地農會建立自衛軍，至1926年初，全省農民自衛軍規模已達3萬人。部分武裝力量融入後續的國民革命運動。

## 影響
廣東農團軍的建立和活動有效保衛廣東革命政府，還為中國農民運動的武裝化提供了重要經驗。其在平定廣州商團叛亂中的表現彰顯了農民武裝在革命中的潛力，對後續農民運動和革命軍事組織產生了深遠影響。